# Naturschutzgebiet Daschower Moor
Koordinaten: 53° 30′ 28″ N, 12° 9′ 22,7″ O
Das Naturschutzgebiet Daschower Moor ist ein 91 Hektar umfassendes Naturschutzgebiet in Mecklenburg-Vorpommern. Es befindet sich nordöstlich von Lübz, östlich von Gallin und wurde am 1. Oktober 1990 ausgewiesen. Der Schutzzweck besteht in Erhalt und Entwicklung eines Moorstandortes, der sich durch abwechselnd offene und bewaldete Flächen auszeichnet und eine wichtige Lebensstätte für Amphibien und Großvogelarten darstellt. Der Gebietszustand wird als befriedigend eingeschätzt. Der Wasserhaushalt des Moores hat sich auch nach Einbau einer Sohlschwelle im Jahr 1993 noch nicht ausreichend stabilisiert. Eine Einsichtnahme in die Schutzgebietsflächen ist nicht möglich. Unweit östlich des Schutzgebietes befindet sich der Daschower See.